# Hanumanthapura, Kolar
Hanumanthapura là một làng thuộc tehsil Kolar, huyện Kolar, bang Karnataka, Ấn Độ.